# 尤美宏
尤美宏 （1993年1月31日—），广东广州人，中国女子游泳运动员。
2008北京奥运会中国体育代表团成员。主攻长距离自由泳，国家队教练是冯真。

## 主要成绩
- 2008年 中国游泳公开赛 800米自由泳 第一名